# Grumman
Grumman Aircraft Engineering Corporation, posteriormente renomeada Grumman Aerospace Corporation, foi uma das maiores empresas aerospaciais do século XX. Foi fundada em 1929 por Leroy Grumman e Jake Swirbul e em 1994 fundiu-se com a Northrop Corporation para formar a Northrop Grumman.

## Produtos

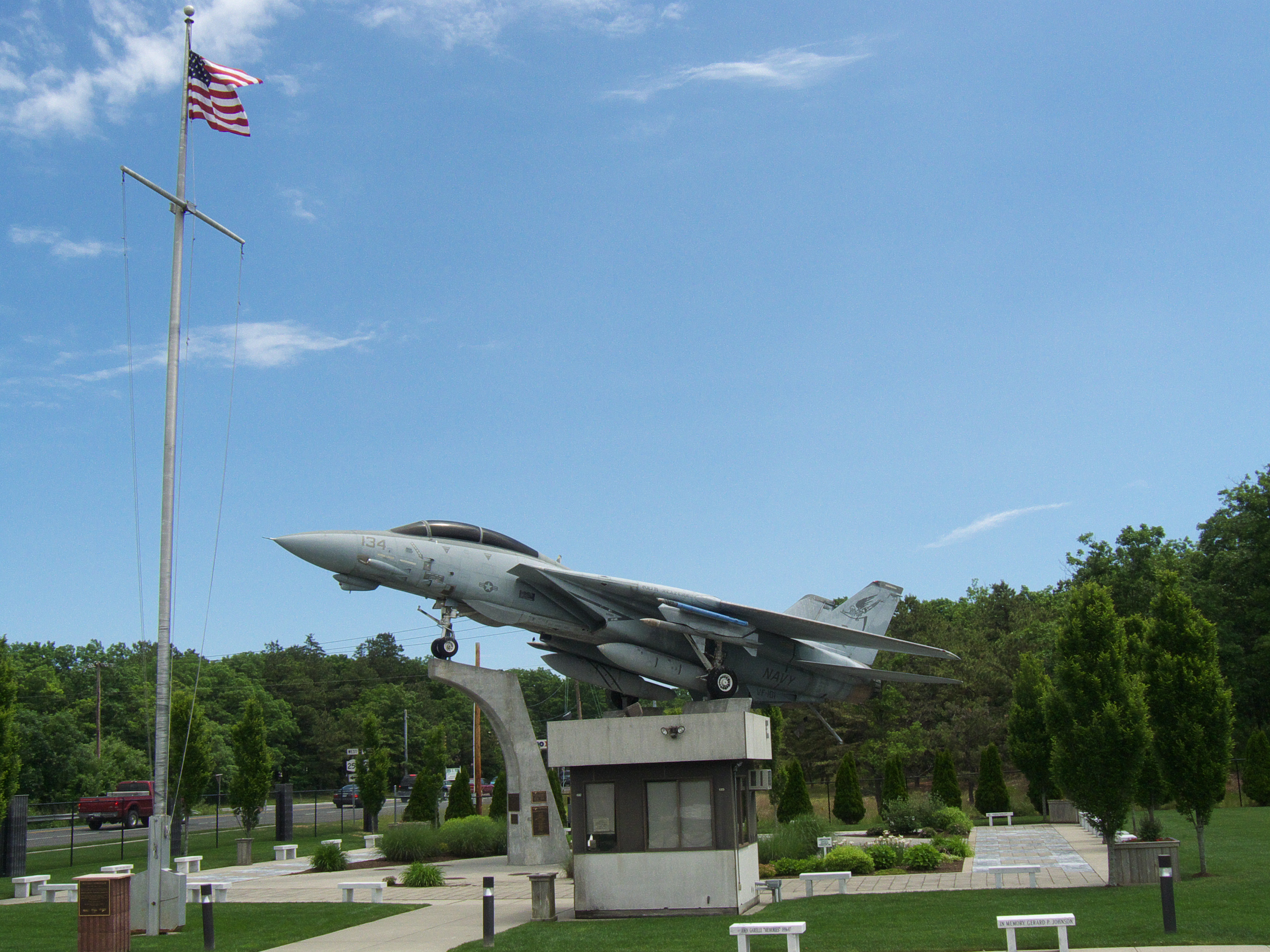
F-14 Tomcat no Grumman Memorial Park, Calverton, Nova York

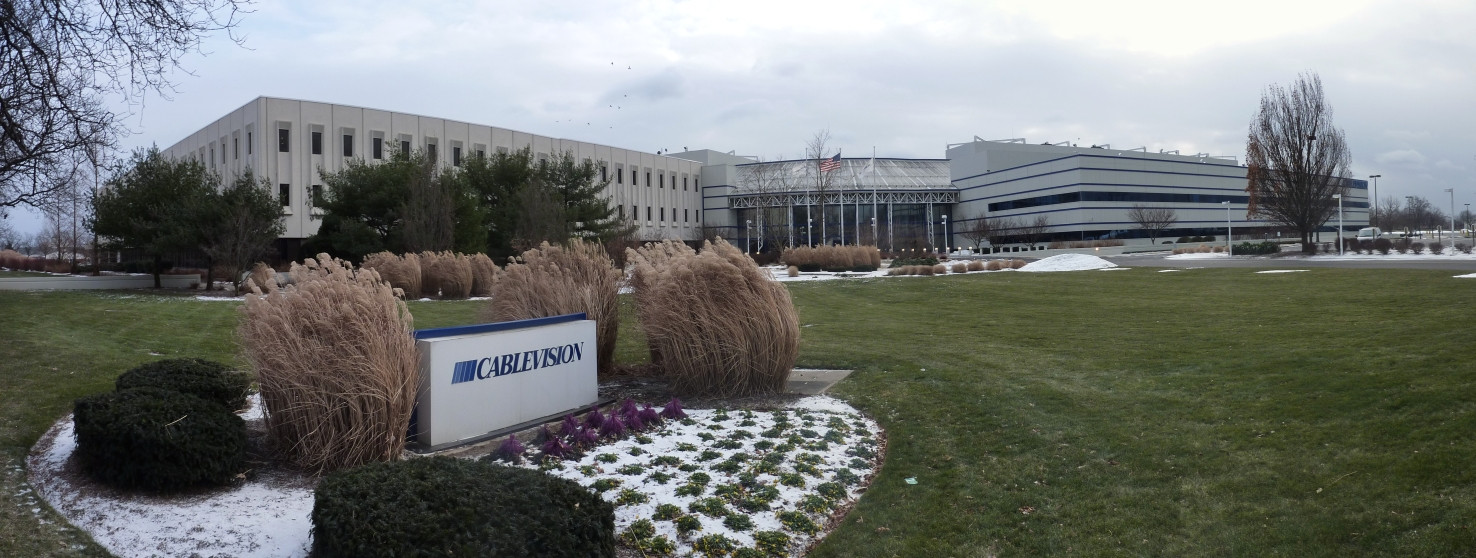
Antiga sede da Grumman em Bethpage, agora sede da Altice USA (anteriormente Cablevision)

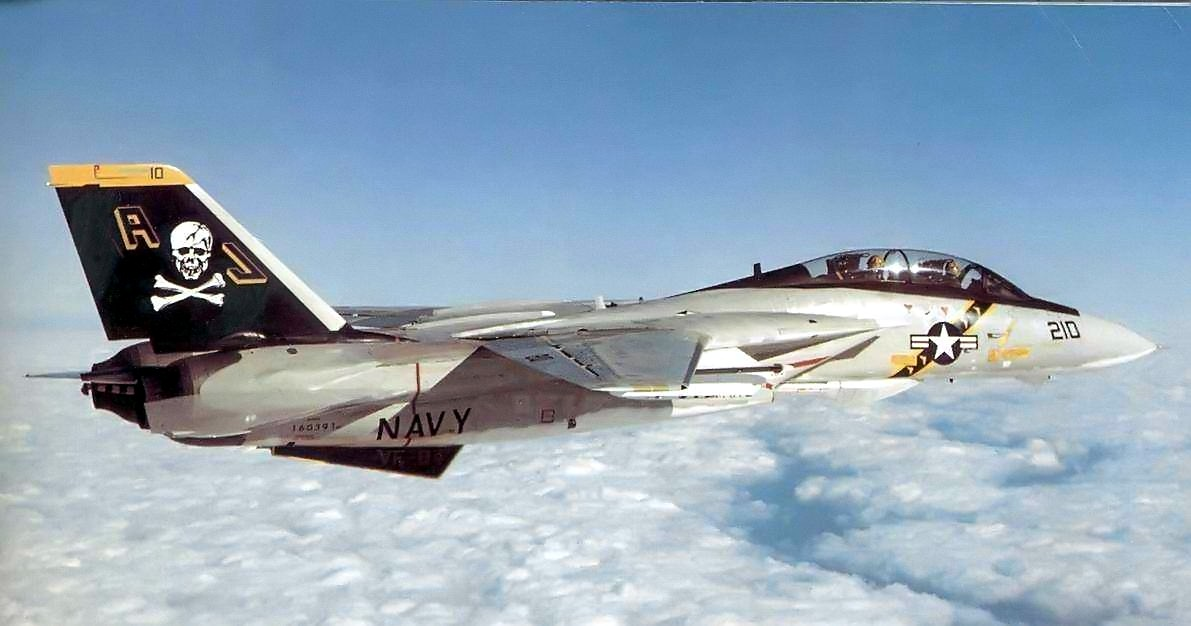
Um F-14A Tomcat do VF-84 Jolly Rogers, no antigo esquema de cores do início de seu serviço

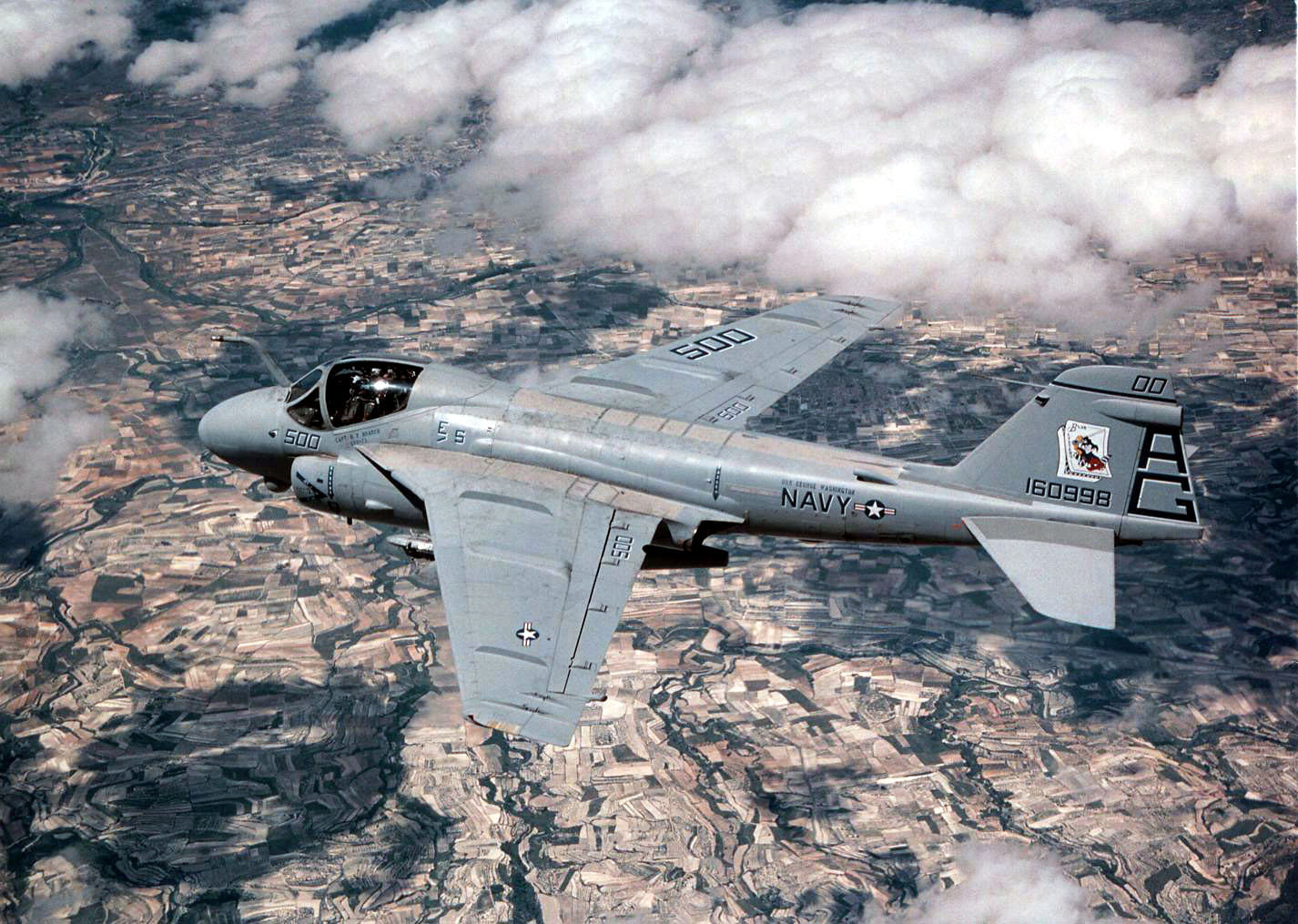
Um A-6E Intruder sobrevoando a Espanha durante o Exercício Matador

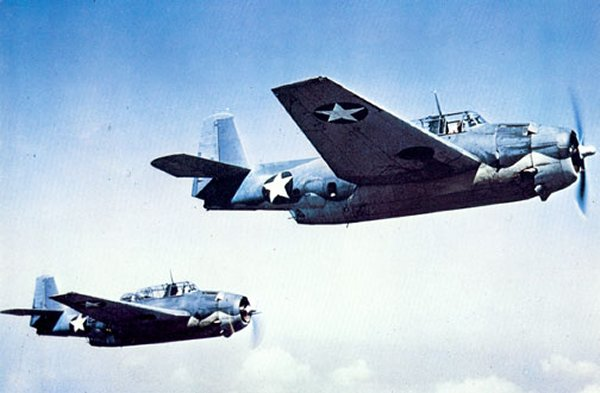
TBF Avenger

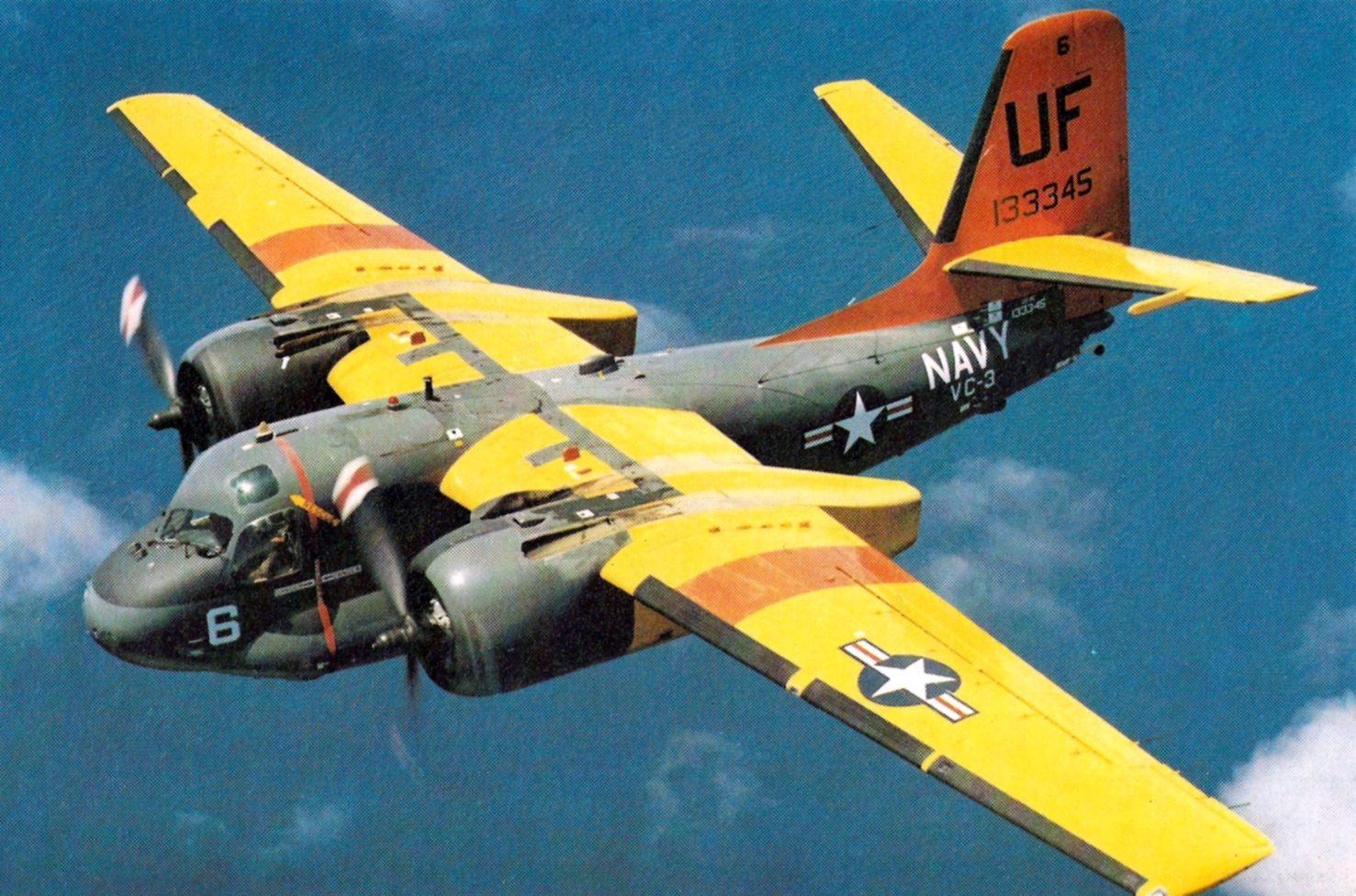
Rastreador Grumman US-2C da Marinha

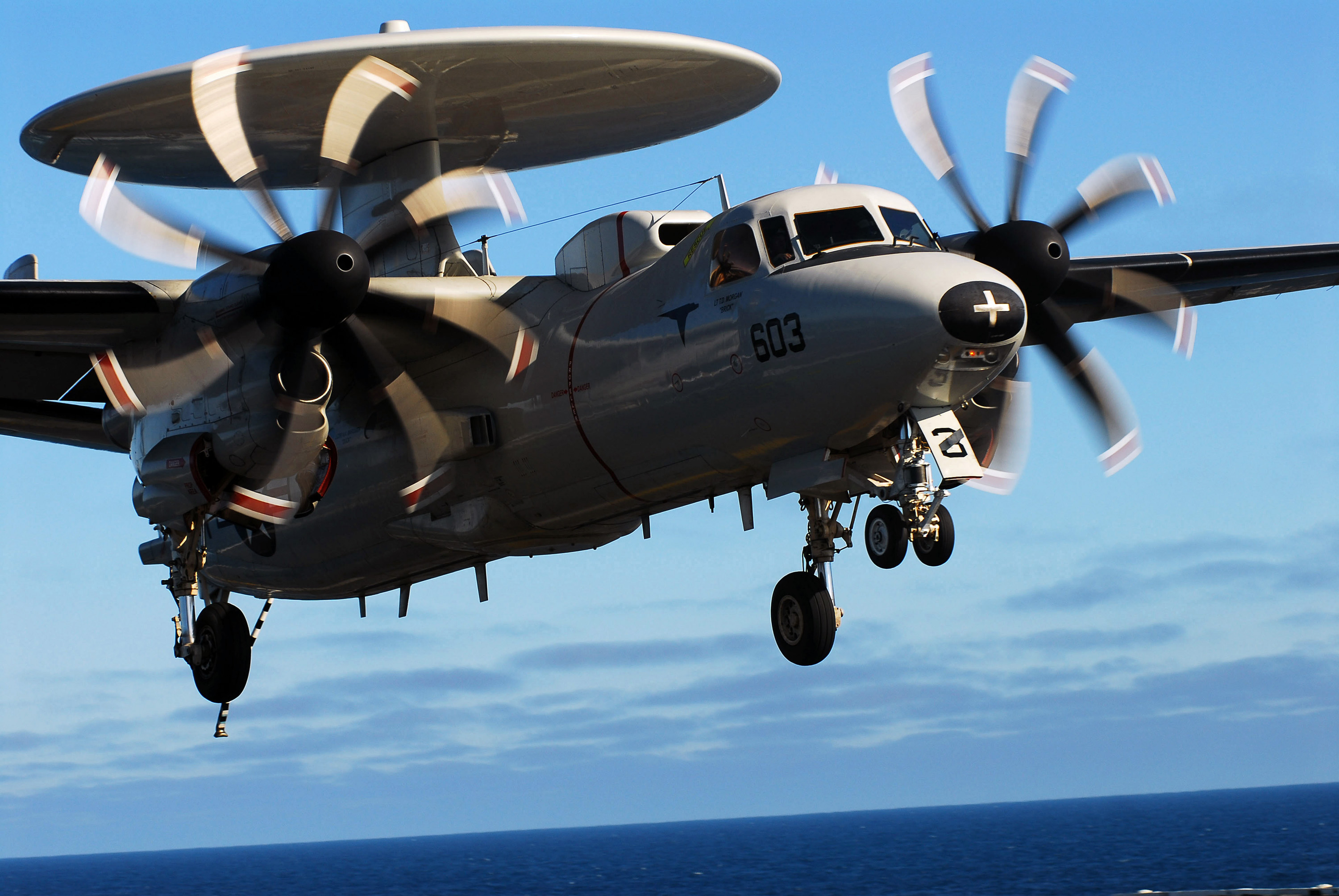
E-2C Hawkeye

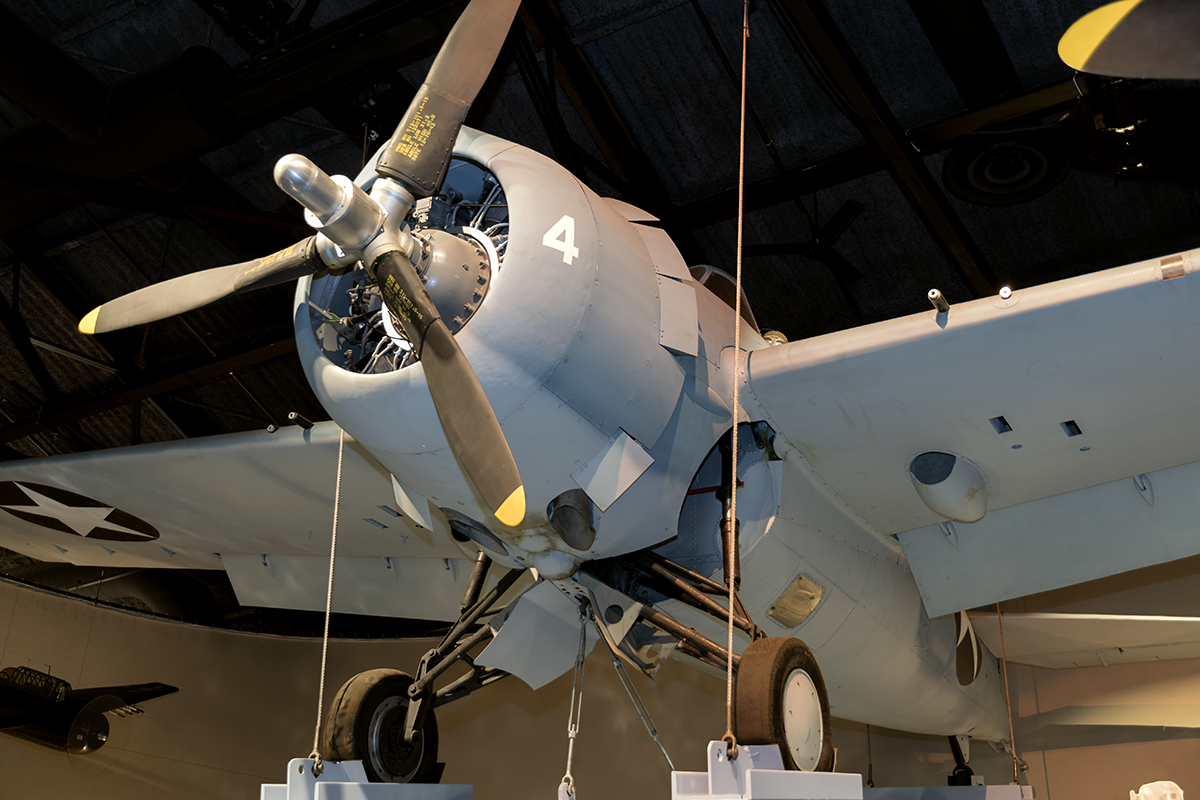
F4F-3 Wildcat Bu12297

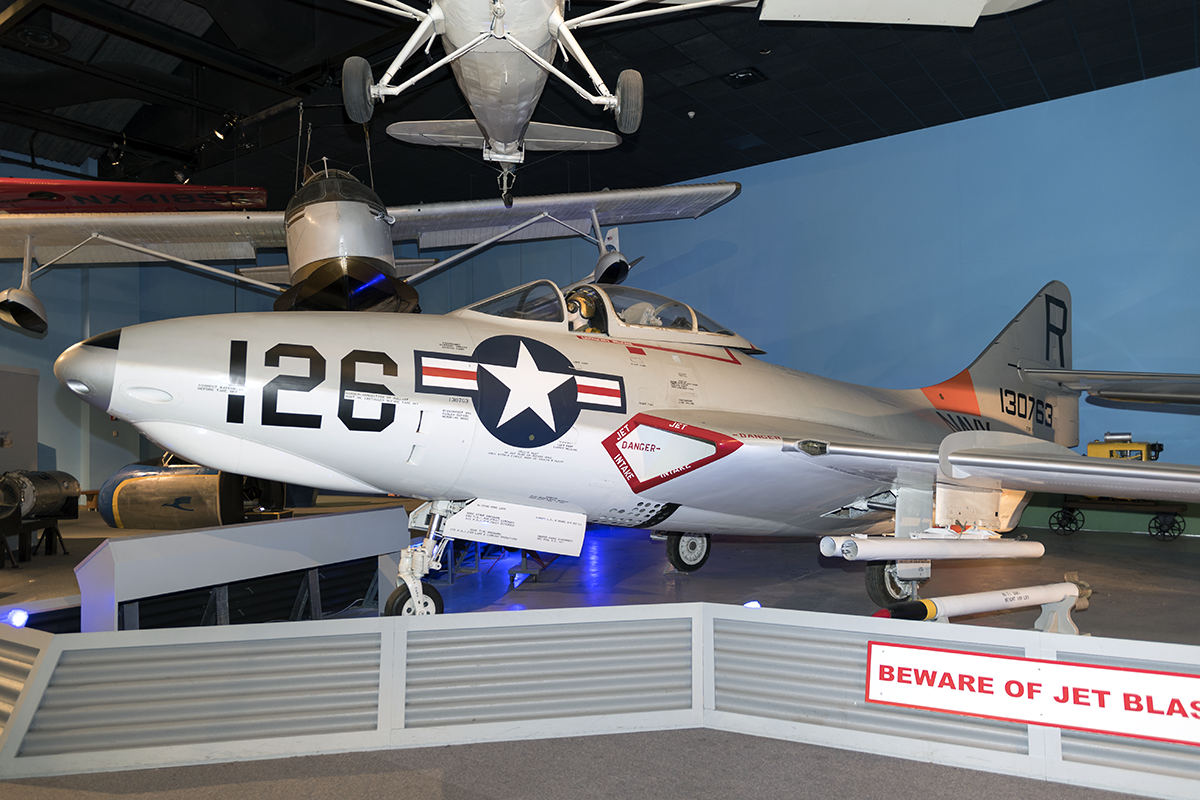
F9F-7 Cougar Bu130763

Fontes:

### Aeronave
| Nome do modelo                         | Primeiro voo | Número construído | Tipo                                                           |
| Grumman FF                             | 1931         | 116               | Caça naval com motor de pistão único                           |
| Grumman JF Duck                        | 1933         | 48                | Avião de observação com hidroavião com motor de pistão único   |
| Grumman F2F                            | 1933         | 55                | Caça naval com motor de pistão único                           |
| Grumman F3F                            | 1935         | 147               | Caça naval com motor de pistão único                           |
| Grumman XSBF                           | 1936         | 1                 | Protótipo de bombardeiro de mergulho com motor de pistão único |
| Grumman J2F Duck                       | 1936         | 254               | Avião de observação com hidroavião com motor de pistão único   |
| Grumman G-21 Goose                     | 1937         | 345               | Barco voador com motor de pistão duplo                         |
| Grumman F4F Wildcat                    | 1937         | 2 605             | Caça naval com motor de pistão único                           |
| Grumman G-44 Widgeon                   | 1940         | 276               | Barco voador com motor de pistão duplo                         |
| Grumman XF5F Skyrocket                 | 1940         | 1                 | Protótipo de caça naval com motor de pistão duplo              |
| Grumman XP-50                          | 1941         | 1                 | Protótipo de caça com motor de pistão duplo                    |
| Grumman TBF Avenger                    | 1941         | 2 290             | Bombardeiro torpedeiro com motor de pistão único               |
| Grumman F6F Hellcat                    | 1942         | 12 275            | Caça naval com motor de pistão único                           |
| Grumman F7F Tigercat                   | 1943         | 364               | Caça naval com motor de pistão duplo                           |
| Grumman G-63 Kitten I                  | 1944         | 1                 | Protótipo de avião com motor de pistão único                   |
| Grumman G-72 Kitten II                 | 1944         | 1                 | Protótipo de avião com motor de pistão único                   |
| Grumman F8F Bearcat                    | 1944         | 1 265             | Caça naval com motor de pistão único                           |
| Grumman G-65 Tadpole                   | 1944         | 1                 | Protótipo de barco voador com motor de pistão único            |
| Grumman AF Guardian                    | 1945         | 389               | Avião de guerra anti-submarino com motor de pistão único       |
| Grumman G-73 Mallard                   | 1946         | 59                | Barco voador com motor de pistão duplo                         |
| Grumman HU-16 Albatross                | 1947         | 466               | Barco voador com motor de pistão duplo                         |
| Grumman F9F Panther                    | 1947         | 1 382             | Caça naval com motor a jato único                              |
| Grumman F9F-6 Cougar                   | 1951         | 1 988             | Caça naval com motor a jato único                              |
| Grumman XF10F Jaguar                   | 1952         | 1                 | Protótipo de caça naval com motor a jato único                 |
| Grumman S-2 Tracker                    | 1952         | 1 184 ou 1 185    | Avião de guerra anti-submarino com motor de pistão duplo       |
| Grumman F11F Tiger                     | 1954         | 200               | Caça naval com motor a jato único                              |
| Grumman C-1 Trader                     | 1955         | 87                | Avião de carga com motor de pistão duplo                       |
| Grumman F11F-1F Super Tiger            | 1956         | 1                 | Protótipo de caça naval com motor a jato único                 |
| Grumman E-1 Tracer                     | 1956         | 88                | Avião de alerta aéreo antecipado com motor de pistão duplo     |
| Grumman G-164 Ag Cat                   | 1957         |                   | Avião agrícola com motor de pistão único                       |
| Grumman G-159 Gulfstream I             | 1958         | 200               | Avião executivo com motor turboélice duplo                     |
| Grumman OV-1 Mohawk                    | 1959         | 380               | Avião de observação com motor turboélice duplo                 |
| Grumman A-6 Intruder                   | 1960         | 693               | Avião de ataque com motor a jato duplo                         |
| Grumman E-2 Hawkeye                    | 1960         | 122               | Avião de alerta aéreo antecipado com motor turboélice duplo    |
| Grumman C-2 Greyhound                  | 1964         | 56                | Avião de carga com motor turboélice duplo                      |
| General Dynamics–Grumman F-111B        | 1965         | 7                 | Protótipo de caça naval com motor a jato duplo                 |
| Grumman G-1159 Gulfstream II           | 1966         | 256               | Avião executivo com motor a jato duplo                         |
| Grumman EA-6B Prowler                  | 1968         | 170               | Avião de guerra eletrônica com motor a jato duplo              |
| Grumman F-14 Tomcat                    | 1970         | 712               | Caça naval com motor a jato duplo                              |
| Grumman American GA-7 Cougar           | 1974         |                   | Avião civil com motor de pistão duplo                          |
| General Dynamics–Grumman EF-111A Raven | 1977         | 42                | Avião de guerra eletrônica com motor a jato duplo              |
| Grumman X-29                           | 1984         | 2                 | Avião experimental com motor a jato único                      |
| Grumman XJL                            | N/A          |                   | Avião de observação com hidroavião com motor de pistão único   |
| Grumman American AA-1                  |              | 1 820             | Avião civil com motor de pistão único                          |
| Grumman American AA-5                  |              | 3 282             | Avião civil com motor de pistão único                          |

### Projetos
- Grumman 674 Quebra-nozes com fuselagem inclinada VTOL
- Grumman 698 VTOL
- Somente projeto Grumman G-3
- Somente projeto Grumman G-4
- Somente projeto Grumman G-17
- Somente projeto Grumman G-25
- Somente projeto Grumman G-27
- Somente projeto Grumman G-29
- Somente projeto Grumman G-30
- Somente projeto Grumman G-35
- Somente projeto Grumman G-48
- Somente projeto Grumman G-49
- Somente projeto Grumman G-57
- Somente projeto Grumman G-62
- Somente projeto Grumman G-68
- Somente projeto Grumman G-71
- Somente projeto Grumman G-76
- Projeto de aeronave de pesquisa de asa recuada Grumman G-77
- Projeto de planador alvo rebocado Grumman G-78
- Apenas projeto Grumman G-84
- Somente projeto Grumman G-85
- Somente projeto Grumman G-86
- Somente projeto Grumman G-91
- Somente projeto Grumman G-92
- Somente projeto Grumman G-97
- Somente projeto Grumman G-107
- Somente projeto Grumman G-108
- Somente projeto Grumman G-110
- Somente projeto Grumman G-113
- Grumman G-114
- Grumman G-115
- Somente projeto Grumman G-116
- Somente projeto Grumman G-118
- Somente projeto Grumman G-119
- Somente projeto Grumman G-122
- Projeto do treinador a jato Grumman G-124
- Grumman G-127
- Grumman G-132
- Grumman XTB2F
- Grumman XTSF

### Nave espacial
- Espaço
  - Módulo Lunar Apollo
  - Ônibus Espacial Grumman 619